# Campionatul Mondial al Cluburilor FIFA 2021
Campionatul Mondial al Cluburilor 2021 a fost cea de-a 18-a ediție a Campionatului Mondial al Cluburilor FIFA, ultimul Campionat Mondial al Cluburilor, compus din 7 de cluburi din cele șase confederații continentale. Turneul s-a desfășurat de pe 3 până pe 12 februarie 2022.

## Numirea gazdei
Inițial, o Cupă Mondială extinsă a cluburilor din China era planificată să aibă loc în iunie și iulie 2021. Cu toate acestea, din cauza aglomerației de partide cauzate de amânarea Jocurilor Olimpice de vară din 2020 și de impactul pandemiei de COVID-19 asupra fotbalului, Jocurile Olimpice de la Tokyo, Campionatul European UEFA și Copa América au fost amânate de la jumătatea anului 2020 până la jumătatea lui 2021. Drept urmare, FIFA a anunțat în martie 2020 că va amâna Cupa Mondială a Cluburilor extinsă pentru mai târziu, în 2021, 2022 sau 2023.
La 4 decembrie 2020, Consiliul FIFA a anunțat că Cupa Mondială a Cluburilor, folosind formatul anterior, va avea loc la sfârșitul anului 2021 și va fi găzduită de Japonia. Cu toate acestea, la 8 septembrie 2021, Asociația Japoneză de Fotbal a renunțat la angajamentul de a găzdui turneul, din cauza posibilității de restricții privind participarea fanilor din cauza pandemiei de COVID-19 din Japonia. Numeroase țări și-au exprimat interesul să găzduiască turneul pe măsură ce licitațiile au fost redeschise, inclusiv Brazilia, Egiptul, Qatarul, Arabia Saudită, Africa de Sud și Emiratele Arabe Unite. Pe 20 octombrie 2021, Consiliul FIFA a anunțat Emiratele Arabe Unite ca gazdă a turneului și a amânat evenimentul de la sfârșitul lui 2021 până la începutul lui 2022.

## Format
Formatul va fi același ca și în anii trecuți, urmând ca din 2022, formatul să fie schimbat, urmând ca celor 7 echipe, câte erau până acum, să li-se alăture alte 17 echipe.

## Echipele
| Echipa                                               | Confederația            | Calificare                                      | Participare                                 |
| Au intrat în semifinale                              | Au intrat în semifinale | Au intrat în semifinale                         | Au intrat în semifinale                     |
| ---------------------------------------------------- | ----------------------- | ----------------------------------------------- | ------------------------------------------- |
| Palmeiras                                            | CONMEBOL                | Câștigătoarea Copa Libertadores 2021            | A doua (2020)                               |
| Chelsea                                              | UEFA                    | Câștigătoarea Liga Campionilor 2020-2021        | A doua (2012)                               |
| Au intrat în sferturi de finală                      |                         |                                                 |                                             |
| Al-Hilal                                             | AFC                     | Câștigătoarea 2021 AFC Champions League         | A 2-a (2019)                                |
| Al Ahly                                              | CAF                     | Câștigătoarea 2021 CAF Champions League         | A 7-ea (2005, 2006, 2008, 2012, 2013, 2020) |
| CF Monterrey                                         | CONCACAF                | Câștigătoarea 2020–21 CONCACAF Champions League | A 5-ea (2011, 2012, 2013, 2019)             |
| Au intrat în play–off–ul pentru sferturile de finală |                         |                                                 |                                             |
| AS Pirae                                             | OFC                     | Nominalizat de OFC                              | Prima                                       |
| Al Jazira                                            | AFC (Gazdă)             | Câștigătoarea campionatului țării gazdă         | A 2-a (2017)                                |

## Stadioane
Meciurile se vor juca în două locații din orașul Abu Dhabi, ambele au găzduit meciuri la 2019 AFC Asian Cup.
| Abu Dhabi | Abu Dhabi                    | Abu Dhabi           |
| --------- | ---------------------------- | ------------------- |
| Abu Dhabi | Stadionul Mohammed bin Zayed | Stadionul Al Nahyan |
| Abu Dhabi | Capacity: 37,500             | Capacity: 15,000    |
| Abu Dhabi |                              |                     |

## Arbitrii
Cinci arbitri, zece arbitri asistenți și șapte arbitri asistenți video au fost numiți pentru turneu.
| Confederație | Arbitrii           | Arbitri asistenți                     | Arbitri asistenți video                                |
| ------------ | ------------------ | ------------------------------------- | ------------------------------------------------------ |
| AFC          | Chris Beath        | - Anton Shchetinin - Ashley Beecham   | Ammar Aljeneibi                                        |
| CAF          | Mustapha Ghorbal   | - Mokrane Gourari - Abdelhak Etchiali |                                                        |
| CONCACAF     | César Arturo Ramos | - Alberto Morin - Miguel Hernández    | Drew Fischer                                           |
| CONMEBOL     | Fernando Rapallini | - Juan Pablo Belatti - Diego Bonfá    | - Nicolás Gallo - Mauro Vigliano                       |
| UEFA         | Clément Turpin     | - Nicolas Danos - Cyril Gringore      | - Willy Delajod - Massimiliano Irrati - Pol van Boekel |

Un arbitru de sprijin a fost numit pentru turneu.
| Confederație | Arbitrul de sprijin |
| ------------ | ------------------- |
| OFC          | David Yareboinen    |

## Echipe
Fiecare echipă trebuie să numească o echipă de 23 de oameni (dintre care trei trebuie să fie portari). Înlocuirile accidentate au fost permise cu 24 de ore înainte de primul meci al echipei.

## Meciurile
Tragerea la sorți a turneului a avut loc pe 29 noiembrie 2021, ora 17:00 CET (UTC+1), la sediul FIFA din Zürich, Elveția, pentru a decide meciurile din turul doi (între câștigătorul primului tur și echipele din AFC, CAF și CONCACAF), și adversarii celor doi câștigători din turul doi din semifinale (împotriva echipelor din CONMEBOL și UEFA).
Dacă un meci este egal după timpul normal de joc:
- Pentru meciurile eliminatorii se joacă prelungiri. În cazul în care este încă egal după prelungiri, se organizează lovituri de departajare pentru a determina câștigătorul.
- Pentru meciurile pentru locul cinci și locul trei, nu se joacă prelungiri și se organizează lovituri de departajare pentru a stabili câștigătorul.

### Prima runda
| Al Jazira                                                | 4–1    | AS Pirae          |
| -------------------------------------------------------- | ------ | ----------------- |
| - Al-Ameri 5' - Al-Attas 25' - Kosanović 41' - Diaby 63' | Raport | - Rabii 48' (aut) |

### Runda a doua
| Al Ahly    | 1–0    | Monterrey |
| ---------- | ------ | --------- |
| - Hany 53' | Raport |           |

| Al Hilal                                                                                     | 6–1    | Al Jazira   |
| -------------------------------------------------------------------------------------------- | ------ | ----------- |
| - Ighalo 36' - Pereira 40' - Kanno 57' - Al-Dawsari 77' - Marega 88' - Carrillo 90+2' (pen.) | Raport | - Diaby 14' |

### Semifinale
| Palmeiras              | 2–0    | Al Ahly |
| ---------------------- | ------ | ------- |
| - Veiga 39' - Dudu 49' | Raport |         |

| Al Hilal | 0–1    | Chelsea      |
| -------- | ------ | ------------ |
|          | Raport | - Lukaku 32' |

### Meci pentru locul cinci
| Monterrey                                       | 3–1    | Al Jazira     |
| ----------------------------------------------- | ------ | ------------- |
| - Sultan 4' (aut) - Funes Mori 11' - Montes 25' | Raport | - Bruno 90+1' |

### Meci pentru locul trei
| Al Hilal | 0–4    | Al Ahly                                            |
| -------- | ------ | -------------------------------------------------- |
|          | Raport | - Ibrahim 8', 17' - Abdel Kader 40' - El Solia 64' |

### Finala
| Chelsea                            | 2–1 (d.p.) | Palmeiras          |
| ---------------------------------- | ---------- | ------------------ |
| - Lukaku 54' - Havertz 117' (pen.) | Raport     | - Veiga 64' (pen.) |

## Marcatori
Tabelul corect din 12 februarie 2022.
| Loc | Jucător            | Echipă    | Goluri |
| --- | ------------------ | --------- | ------ |
| 1   | Abdoulay Diaby     | Al Jazira | 2      |
| 1   | Yasser Ibrahim     | Al Ahly   | 2      |
| 1   | Romelu Lukaku      | Chelsea   | 2      |
| 1   | Raphael Veiga      | Palmeiras | 2      |
| 5   | Ahmed Abdel Kader  | Al Ahly   | 1      |
| 5   | Zayed Al-Ameri     | Al Jazira | 1      |
| 5   | Ahmed Al-Attas     | Al Jazira | 1      |
| 5   | Salem Al-Dawsari   | Al Hilal  | 1      |
| 5   | Bruno              | Al Jazira | 1      |
| 5   | André Carrillo     | Al Hilal  | 1      |
| 5   | Dudu               | Palmeiras | 1      |
| 5   | Amr El Solia       | Al Ahly   | 1      |
| 5   | Rogelio Funes Mori | Monterrey | 1      |
| 5   | Mohamed Hany       | Al Ahly   | 1      |
| 5   | Kai Havertz        | Chelsea   | 1      |
| 5   | Odion Ighalo       | Al Hilal  | 1      |
| 5   | Mohamed Kanno      | Al Hilal  | 1      |
| 5   | Miloš Kosanović    | Al Jazira | 1      |
| 5   | Moussa Marega      | Al Hilal  | 1      |
| 5   | César Montes       | Monterrey | 1      |
| 5   | Matheus Pereira    | Al Hilal  | 1      |

1 autogol
- Zayed Sultan (Al Jazira, împotriva CF Monterrey)
- Mohammed Rabii (Al Jazira, împotriva AS Pirae)

## Clasament final
Conform convenției statistice din fotbal, meciurile decise în prelungiri au fost socotite drept victorii și înfrângeri, în timp ce meciurile decise prin loviturile de departajare au fost numărate ca egale.
| Loc | Echipa               | MJ | V | E | Î | GM | GP | DG | Pct |
| --- | -------------------- | -- | - | - | - | -- | -- | -- | --- |
| 1   | Chelsea (UEFA)       | 2  | 2 | 0 | 0 | 3  | 1  | +2 | 6   |
| 2   | Palmeiras (CONMEBOL) | 2  | 1 | 0 | 1 | 3  | 2  | +1 | 3   |
| 3   | Al Ahly (CAF)        | 3  | 2 | 0 | 1 | 5  | 2  | +3 | 6   |
| 4   | Al Hilal (AFC)       | 3  | 1 | 0 | 2 | 6  | 6  | 0  | 3   |
| 5   | Monterrey (CONCACAF) | 2  | 1 | 0 | 1 | 3  | 2  | +1 | 3   |
| 6   | Al Jazira (AFC) (H)  | 3  | 1 | 0 | 2 | 6  | 10 | −4 | 3   |
| 7   | AS Pirae (OFC)       | 1  | 0 | 0 | 1 | 1  | 4  | −3 | 0   |

## Premii
Următoarele premii au fost acordate la încheierea turneului. Thiago Silva de la Chelsea a câstigat premiul Balonul de Aur, sponsorizat de Adidas, care se acordă în comun cu premiul Alibaba Cloud să recunoască jucătorul turneului.
| Balonul de Aur Adidas Premiul Alibaba Cloud | Balonul de Argint Adidas | Balonul de Bronz Adidas |
| ------------------------------------------- | ------------------------ | ----------------------- |
| Thiago Silva (Chelsea)                      | Dudu (Palmeiras)         | Danilo (Palmeiras)      |
| Premiul FIFA Fair Play                      |                          |                         |
| Chelsea                                     |                          |                         |

## Legături externe
- https://www.fifa.com/clubworldcup/